# XIV. Benedek pápa
Ez a szócikk a római pápáról szól. Nem tévesztendő össze XIV. Benedek ellenpápával!
XIV. Benedek pápa (eredeti nevén: Prospero Lorenzo Lambertini; Bologna, 1675. március 31. – Róma, 1758. május 3.) a 247. római pápa 1740-től haláláig.

## Élete
A legjelesebb pápák sorában említendő, különösen tudományos munkásságára tekintettel. Családi nevén Prospero Lambertini, az ősrégi Lambertini-család sarja. XII. Kelemen halála és hat hónapig tartó konklávé után 1740. augusztus 17-én Lambertinit választották meg pápának, aki a XIV. Benedek nevet vette föl. 
Augusztus 21-én koronázta meg Marini bíbornok és székét a legnagyobb ünnepélyességgel foglalta el. XIV. Benedek, mint pápa, tetteiben és intézkedéseiben bölcs mérsékletet, lelkiismeretességet, jámborságot, és felvilágosodottságot tanúsított; minden törekvése arra irányult, hogy alattvalóinak boldogságát és Isten dicsőségét előmozdítsa; az egyházi fegyelem megtartására szigorúan vigyázott. 
Tudományosságának jellemzésére elég felemlítenünk egy kortársának állítását, hogy XIV. Benedek művei egész kis könyvtárt alkotnak. Különben eléggé tanúskodnak erről hátrahagyott munkái, így pl. De servorum Dei beatificatione et beatorum canonisatione címe műve, amelyet még mint bolognai érsek írt 1732-ben; továbbá Quaestiones canonicae; De sacrificio Missae; de festis D. nostri Jesu Christi et B. M. Virginis munkái. Továbbá mint pápa adta ki híres munkáját: De Synodo Dioecesana. Fölemlítendő még azon gyűjtemény, amely a Bullarium és Constitutiones apostolicae címet viseli. XIV. Benedek roppant tudományával és szent életével kimeríthetetlen kedélyességet párosított, amely őt kiválóan jellemzi; e vidám kedélyt, amely oly sokszor nyilvánult szellemes ötletekben, még halálos ágyán is megőrizte. Utolsó szavai, amelyeket egy szülőföldjéről jött papnak mondott, ezek voltak: "Ecce vester Prosper, quam est pauper. Sic transit gloria mundi!" Meghalt 83 éves korában. Műveit kiadta De Azevedo jezsuita atya (1747-51. 12 kötet, 1853, 8 kötet).

## Művei
- Documenta Catholica Omnia (latin nyelven). Cooperatorum Veritatis Societas. (Hozzáférés: 2011. december 6.)

### Magyarul
- Szeplőtelen Fogantatás ünnepére In: Sík Sándor: Himnuszok könyve, Szent István Társulat, Budapest, 1943, 469. o.